# Église d'Ikorta
L’église de l’Archange d’Ikorta (en géorgien იკორთის მთავარანგელოზის ტაძარი) est une église orthodoxe géorgienne du XIIe siècle située en Kartlie intérieure dans la municipalité de Gori.

## Description
Érigée par les ducs (eristavi) de Ksani en 1172, l’église d’Ikorta est l’une des plus anciennes églises des XIIe et XIIIe siècles représentant ce qui est devenu le canon traditionnel géorgien (église à dôme pointu).
Le monastère a été endommagé en 1991 par un tremblement de terre.